# Běloruská ženská basketbalová reprezentace
Běloruská ženská basketbalová reprezentace reprezentuje Bělorusko v ženských mezinárodních soutěžích v basketbalu. Jejím největším úspěchem je zisk bronzových medailí na Mistrovství Evropy v roce 2007. Třikrát skončila na evropských šampionátech čtvrtá (2009, 2015, 2021). Čtvrté místo je jejím nejlepším výsledkem také na mistrovství světa (2010). Na olympijských hrách to bylo 6. místo v roce 2008. Od roku 2022 je kvůli běloruské podpoře ruské invaze na Ukrajinu ze všech soutěží mezinárodní federace FIBA (tedy mistrovství světa i Evropy) vyloučena.

## Mistrovství světa
| Rok/pořádající země | Účast                           |
| ------------------- | ------------------------------- |
| MS 1953-MS 1990     | součást Sovětského svazu        |
| MS 1994 Austrálie   | Ne                              |
| MS 1998 Německo     | Ne                              |
| MS 2002 Čína        | Ne                              |
| MS 2006 Brazílie    | Ne                              |
| MS 2010 Česko       | 4. místo                        |
| MS 2014 Turecko     | 10. místo                       |
| MS 2018 Španělsko   | Ne                              |
| MS 2022 Bulharsko   | vyloučeno                       |
| Celkem              | Účast – 2× · – 0× · – 0× · – 0× |

## Mistrovství Evropy
| Rok/pořádající země                   | Účast                           |
| ------------------------------------- | ------------------------------- |
| ME 1938-ME 1991                       | součást Sovětského svazu        |
| ME 1995 Česko                         | Ne                              |
| ME 1997 Maďarsko                      | Ne                              |
| ME 1999 Polsko                        | Ne                              |
| ME 2001 Francie                       | Ne                              |
| ME 2003 Řecko                         | Ne                              |
| ME 2005 Turecko                       | Ne                              |
| ME 2007 Itálie                        | Bronzová medaile                |
| ME 2009 Lotyšsko                      | 4. místo                        |
| ME 2011 Polsko                        | 9. místo                        |
| ME 2013 Francie                       | 5. místo                        |
| ME 2015 Maďarsko, Rumunsko            | 4. místo                        |
| ME 2017 Česko                         | 15. místo                       |
| ME 2019 Srbsko, Lotyšsko              | 13. místo                       |
| ME 2021 Francie, Španělsko            | 4. místo                        |
| ME 2023 Izrael, Slovinsko             | vyloučeno                       |
| ME 2025 Česko, Itálie, Německo, Řecko | vyloučeno                       |
| Celkem                                | Účast – 8× · – 0× · – 0× · – 1× |

## Olympijské hry
| Rok/pořádající země          | Účast                           |
| ---------------------------- | ------------------------------- |
| Montreal 1976-Barcelona 1992 | součást Sovětského svazu        |
| Atlanta 1996                 | Ne                              |
| Sydney 2000                  | Ne                              |
| Atény 2004                   | Ne                              |
| Peking 2008                  | 6. místo                        |
| Londýn 2012                  | Ne                              |
| Rio de Janeiro 2016          | 9. místo                        |
| Tokio 2020                   | Ne                              |
| Paříž 2024                   | Ne                              |
| Celkem                       | Účast – 0× · – 0× · – 0× · – 0× |